# Gundovaldo
Gundovaldo o Gundowaldo o Gundobaldo, detto Ballomer (... – Saint-Bertrand-de-Comminges, marzo 585) è stato un principe franco della dinastia dei merovingi, figlio illegittimo, non riconosciuto, di Clotario I che, per alcuni mesi, fu re d'Aquitania.

## Origini
Era l'unico figlio illegittimo del re dei Franchi Sali del nord dell'Austrasia e della Guascogna, della dinastia merovingia, Clotario I e di una sua concubina di cui non si conoscono né il nome né gli ascendenti.

Il regno di Aquitania tra il 584 ed il 585

## Biografia
Il vescovo Gregorio di Tours (536 – 597), menziona Gundovaldo dicendo che fu allevato dallo zio, Childeberto I, in seguito fu aiutato dal re di Parigi, il fratellastro, Cariberto I, dopo si recò in Italia, dove fu accolto dal generale Narsete; in Italia si sposò ed ebbe dei figli; dopodiché si recò a Costantinopoli. Infine fu richiamato nel regno dei Franchi dai nobili austrasiani, per opporlo al fratellastro, Gontrano e al nipote, Childeberto II; Gundovaldo sbarcò a Marsiglia, dove fu ricevuto dal vescovo Teodoro
Nel corso del 584, a Briva-Curretia, nel Limosino, Gundovaldo fu dichiarato re d'Aquitania, da vari duchi della regione.
Gontrano e Childeberto II reagirono intervenendo coi propri eserciti. e dopo varie vicissitudini Gundovaldo fu assediato in un paesino di una valle dei Pirenei, Cominges, dove tradito dai suoi più fidati sostenitori fu convinto ad arrendersi alle truppe di Gontrano, che lo giustiziarono, prima colpendolo con una lancia, senza trafiggerlo, poi il conte Bosone lo colpì al capo con un sasso, uccidendolo. Poi il suo corpo fu trascinato attraverso il campo nemico e abbandonato senza sepoltura..

## Discendenza
Dalla moglie che sposò in Italia, di cui non conosciamo né il nome né gli ascendenti ebbe due figli, di cui non si conosce il nome, che, dopo la morte della madre, furono portati a Costantinopoli e da quel momento se ne perdono le tracce.

## Ascendenza
|            |   |                            | Genitori |  |  | Nonni |  |  | Bisnonni     |  |  | Trisnonni |  |
|            |   |                            |          |  |  |       |  |  | Childerico I |  |  | Meroveo   |  |
|            |   |                            |          |  |  |       |  |  | Childerico I |  |  | Meroveo   |  |
|            |   | …                          |          |  |  |       |  |  | Childerico I |  |  |           |  |
| Clodoveo I |   |                            |          |  |  |       |  |  | Childerico I |  |  |           |  |
|            |   | Basina                     | …        |  |  |       |  |  |              |  |  |           |  |
|            |   | Basina                     | …        |  |  |       |  |  |              |  |  |           |  |
|            |   | Basina                     | …        |  |  |       |  |  |              |  |  |           |  |
| Clotario I |   | Basina                     |          |  |  |       |  |  |              |  |  |           |  |
|            |   | Chilperico II dei Burgundi | Gundioco |  |  |       |  |  |              |  |  |           |  |
|            |   | Chilperico II dei Burgundi | Gundioco |  |  |       |  |  |              |  |  |           |  |
|            |   | Chilperico II dei Burgundi | …        |  |  |       |  |  |              |  |  |           |  |
| Clotilde   |   | Chilperico II dei Burgundi |          |  |  |       |  |  |              |  |  |           |  |
|            |   | …                          | …        |  |  |       |  |  |              |  |  |           |  |
|            |   | …                          | …        |  |  |       |  |  |              |  |  |           |  |
|            |   | …                          | …        |  |  |       |  |  |              |  |  |           |  |
| Gundovaldo |   | …                          |          |  |  |       |  |  |              |  |  |           |  |
|            | … | …                          |          |  |  |       |  |  |              |  |  |           |  |
|            | … | …                          |          |  |  |       |  |  |              |  |  |           |  |
|            | … | …                          |          |  |  |       |  |  |              |  |  |           |  |
| …          | … |                            |          |  |  |       |  |  |              |  |  |           |  |
|            |   | …                          | …        |  |  |       |  |  |              |  |  |           |  |
|            |   | …                          | …        |  |  |       |  |  |              |  |  |           |  |
|            |   | …                          | …        |  |  |       |  |  |              |  |  |           |  |
| …          |   | …                          |          |  |  |       |  |  |              |  |  |           |  |
|            |   | …                          | …        |  |  |       |  |  |              |  |  |           |  |
|            |   | …                          | …        |  |  |       |  |  |              |  |  |           |  |
|            |   | …                          | …        |  |  |       |  |  |              |  |  |           |  |
| …          |   | …                          |          |  |  |       |  |  |              |  |  |           |  |
|            |   | …                          | …        |  |  |       |  |  |              |  |  |           |  |
|            |   | …                          | …        |  |  |       |  |  |              |  |  |           |  |
|            |   | …                          | …        |  |  |       |  |  |              |  |  |           |  |
|            |   | …                          |          |  |  |       |  |  |              |  |  |           |  |

### Fonti primarie
- (LA)  Gregorio di Tours, Historia Francorum Testo disponibile su Wikisource.

### Letteratura storiografica
- Christian Pfister, La Gallia sotto i Franchi merovingi. Vicende storiche, in Storia del mondo medievale - Vol. I, Cambridge, Cambridge University Press, 1978,  pp. 688-711.